# Walter Ohle

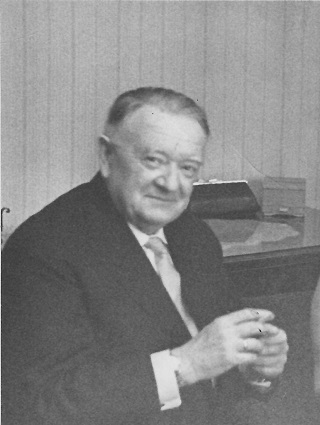
Walter Ohle ca. 1970

Walter Ohle (* 1. September 1904 in Dessau; † 17. Februar 1971 in Schwerin) war ein deutscher Kunsthistoriker und Denkmalpfleger.

## Leben
Walter Ohle wurde in der anhaltischen Residenzstadt Dessau geboren und war als Denkmalpfleger familiär vorbelastet. Sein Onkel Max Ohle hatte dort als Provinzialkonservator gearbeitet und sich als Inventarisator der Bau- und Kunstdenkmale einen Namen gemacht. Nach seiner Lehre als Handschuhmacher entschied er sich für ein Studium der Architektur an der Technischen Hochschule Braunschweig, danach aber für Kunstgeschichte an den Universitäten Berlin und Leipzig. Er begann seine wissenschaftliche Laufbahn 1932 mit einer Dissertation über protestantische Schlosskapellen des 16. Jahrhunderts, die 1936 gedruckt erschien.
Schlechte Berufschancen zwangen ihn, für kurze Zeit als Buchhändler in Burg und danach für die Deutsche Forschungsgemeinschaft in Dessau und Köthen zu arbeiten.
1934 fand er eine Anstellung beim Provinzialkonservator in Stettin. Ohle war im Zweiten Weltkrieg zum Wehrdienst eingezogen und kehrte 1947 aus der Kriegsgefangenschaft nach Schwerin zurück. Dort hatte sein letzter, schon im Pensionsalter befindlicher Chef Baurat a. D. Paul Viering, am 1. Januar 1946 ein neues Landesamt für Denkmalpflege eingerichtet. Im Mai 1946 wurde die Amtsbezeichnung Landeskonservator eingeführt.
Zur Sicherung des Denkmalbestandes in Nachkriegsjahren hat Walter Ohle als Kunsthistoriker in Mecklenburg hervorragende Arbeit geleistet. In den Jahren 1948/49 nahm er bei manch beschwerlichen Fahrradtouren sehr viele wertvolle Gutshäuser in Augenschein und beschrieb die dortigen Zustände. Was Ohle vor Ort zu sehen bekam, bestätigten die schlimmsten Vermutungen der Denkmalpflege. So wurde 1950 das Schloss Hohenzieritz noch von 40 Familien bewohnt und das Sterbezimmer der Königin Louise war ein Stapelplatz für Brennholz geworden. Auch das Schloss Burg Schlitz war arg in Mitleidenschaft gezogen worden, denn dort wohnten seit Herbst 1945 Umsiedlerfamilen, insgesamt bis zu 200 Personen. Noch 1950 stellte Walter Ohle bei einem Besuch fest, dass in dem schönen Salon mit den Bildtapeten und dem Schinkel-Ofen die Wäsche der Bewohner getrocknet wurde. Am 12. April 1951 wurden dann 21 Herrenhäuser in Mecklenburg durch einen Ministerratsbeschluss unter besonderen Schutz gestellt.
Mit der Anfang Juni 1952 begonnenen Verwaltungsreform und der Auflösung der Länder sollte die Denkmalpflege politisch in Berlin zentralisiert werden. Das Schweriner Amt wurde am 31. Dezember 1952 aufgelöst und in der Arbeitsstelle Nord des neu geschaffenen Instituts für Denkmalpflege einverleibt. Bis dahin hatte das Amt in Schwerin schon sechsmal seine Adresse gewechselt. Walter Ohle nahm nun für vier Jahre seinen Arbeitsplatz in Berlin ein. 1952 wurde er durch die Staatliche Kommission für Kunstangelegenheiten in eine aus Vertretern aller Landesämter gebildete denkmalpflegerische Kommission berufen, die prüfen sollte, wie der augenblickliche Zustand der Wartung ist, und was zur Förderung dieses hervorragenden kulturhistorischen Denkmals unternommen werden kann.
Als die Denkmalpflege 1956 wieder nach Mecklenburg zurückkehrte, wurde das Institut als Außenstelle von Berlin in Schwerin am Schlachtermarkt im heutigen Logenhaus untergebracht.
Ohle wurde an die Spitze der Arbeitsstelle berufen und hatte etliche bewährte Mitarbeiter, wie Gerd Baier, Serafim Polenz, den Fotografen Rudolf Schmidt, mehrere technische Kräfte und einen großen Kreis von ehrenamtlichen Mitarbeitern.
Walter Ohle liebte die praktische Arbeit vor Ort und er war ein humorvoller und heiterer Mensch. Die Liste der unter Ohles Leitung von der Arbeitsstelle Schwerin des Instituts für Denkmalpflege geleisteten denkmalpflegerischen Arbeiten ist lang und betrifft viele namhafte Denkmale. Darunter sind die Restaurierung von Burg Schlitz, die gotischen Giebelhäuser am Greifswalder Markt, das Rostocker Steintor, die Stellwagen-Orgel in Stralsund und die Farbfenster in den Kirchen von Kenz und Neukloster zu nennen. Auch die Wiederherstellung der Schlossgärten in Schwerin und Ludwigslust wurden möglich. Nach 1960 gelang es Ohle, im Institut das Restaurierungsatelier, die Abteilung Forschung, Dokumentation und Inventarisierung und die Praktische Denkmalpflege zu vergrößern. Dadurch konnte er auch mit der umfangreichen Restaurierung des Schlosses Güstrow beginnen. Ohle fuhr zweimal wöchentlich nach Güstrow, um vor Ort mit dem Bauleiter Rudolf Pilz und den polnischen Restauratoren die denkmalgerechte Ausführung der Restaurierungsarbeiten zu besprechen. Doch die Krönung seiner denkmalpflegerischen Tätigkeit mit der Vollendung des ersten Bauabschnittes 1972 am Güstrower Schloss sollte Walter Ohle nicht mehr erleben.
Bis zu seinem Tode 1971 war Walter Ohle Mitarbeiter, Konservator und ab 1956 Leiter der Arbeitsstelle Schwerin des Instituts für Denkmalpflege der DDR.

## Veröffentlichungen
- Die Kapelle des Schlosses Hartenfels in Torgau. Promotionsschrift Leipzig 1936
- Die protestantischen Schloßkapellen der Renaissance in Deutschland. Stettin 1936
- Kreis Kammin, Land. Stettin 1939 (= Die Kunst- und Kulturdenkmäler der Provinz Pommern, Bd. 2)
- Ehemalige Guts- und Herrenhäuser in Mecklenburg. In:  Denkmalpflege in Mecklenburg. Sachsenverlag Dresden, Jahrbuch 1951/52, S. 90–113.
- Die Instandsetzung der mittelalterlichen Glasmalereien in Neukloster. In: Denkmalpflege in Mecklenburg. Sachsenverlag Dresden, Jahrbuch 1951/52, S. 173–189.
- Die Marienkirche zu Bergen/Rügen. Berlin 1959, 3. bearb. Aufl. Berlin 1973
- Schwerin-Ludwigslust (Kunstgeschichtliche Städtebücher). Leipzig 1960
- Die Kunstdenkmale des Kreises Rügen. Leipzig 1963
- Rostock (Kunstgeschichtliche Städtebücher). Leipzig 1970[8]
- Schwerin (Kunstgeschichtliche Städtebücher). Leipzig 1984